# Bergse Reddings Brigade
De Bergse Reddings Brigade (BRB) is een reddingsbrigade, gestationeerd in Bergen op Zoom en aangesloten bij Reddingsbrigade Nederland.
De BRB heeft geen bewakingsgebied, maar er zijn wel incidentele bewakingen zoals de intocht van Sinterklaas en diverse zwemwedstrijden. De reddingsbrigade heeft een commissie die zich bezighoudt met de opleiding van zwemmend redders, die welkom zijn nadat ze zijn geslaagd voor zwemdiploma B. Het is mogelijkheid om opgeleid te worden voor het behalen van bondsdiploma B. Dit is het hoogst haalbare diploma binnen Reddingsbrigade Nederland met betrekking tot zwemmend redden.
De BRB is opgericht op 18 januari 1981 en heeft in het verleden de bewaking verzorgd aan de Binnenschelde in Bergen op Zoom. Dit is echter stopgezet omdat in het verleden in verband met de waterkwaliteit een zwemverbod is afgekondigd en bewaking zodoende nutteloos werd. Beveiligingstaken worden wel uitgevoerd bij verschillende evenementen. 